# Assedio di Sirmio
L'assedio di Sirmio nel 580–582 fu un avvenimento decisivo nella storia dei Balcani. La caduta della città in mano avara privò l'Impero bizantino della sua fortezza principale sul Danubio nordoccidentale, aprendo la strada alle incursioni devastanti nei Balcani compiute dagli Avari e dai loro alleati Slavi.
Sirmio, che per la maggior parte del VI secolo era stata controllata prima dai Goti e poi dai Gepidi, tornò sotto controllo bizantino nel 567. Gli Avari fecero la loro comparsa lungo il Danubio intorno sempre a quel periodo. Essi sferrarono un primo attacco a Sirmio nel 568, ma furono respinti dal governatore locale, Bono. I Bizantini si assicurarono la pace con gli Avari tramite il pagamento di un tributo annuale, che nel 578 era cresciuto a circa 80 000 solidi. Nel 580, tuttavia, il  khagan degli Avari, Baian, marciò con i suoi uomini alla riva destra del fiume Sava nei pressi di Sirmio, e cominciò la costruzione di un ponte per attraversarlo. La città in quel periodo era largamente indifesa e impreparata per sostenere un assedio, in quanto la maggior parte delle armate bizantine erano impegnate in oriente contro i Persiani Sasanidi. L'imperatore Tiberio II tentò di impedire l'attacco avaro per via diplomatica, ma quando l'ambasciatore del khagan richiese la resa della città, replicò che sarebbe stato disposto a promettere in sposa una delle sue figlie al khagan, in cambio della mancata cessione di Sirmio. Tiberio II riuscì ad inviare alcuni ufficiali dalla Dalmazia per supervisionare le difese della città, mentre l'inviato Thognis tentò invano di negoziare con Baiano. Malgrado la debolezza della guarnigione, la città resistette per circa tre anni, e fu solo verso la fine del 581 o agli inizi del 582, che Tiberio II, poco prima di spirare, accettò la resa della città in cambio delle vite dei suoi cittadini. Gli Avari risparmiarono in effetti la popolazione, ma si impadronirono dei loro possedimenti e ottennero dall'imperatore 240 000 solidi, gli arretrati del tributo che non veniva più versato loro da oltre tre anni.

## Contesto storico
Gli Avari, popolo nomade, migrati in prossimità dei confini dell'Impero romano d'Oriente intorno alla metà del VI secolo, ebbero con esso i primi contatti diplomatici nel 558. Essi, dopo essere migrati nei territori limitrofi a quelli degli Alani, ottennero l'intercessione del re alano Sarosio affinché i Bizantini accettassero l'alleanza con gli Avari. Sarosio a sua volta informò Giustino, figlio di Germano e comandante delle truppe a presidio della Lazica, dell'intenzione da parte degli Avari di stringere un'alleanza con Bisanzio, e questi ne informò Giustiniano I, il quale accettò di ricevere nella Capitale inviati avari. Fu scelto dagli Avari come loro inviato e oratore un certo Candic, il quale, giunto al cospetto dell'imperatore Giustiniano, asserì che la popolazione invitta e valorosa degli Avari, capace di combattere e interamente sterminare tutti i nemici dell'Impero romano d'Oriente, intendeva stringere alleanza con i Bizantini , fornendo loro ausiliarii in cambio di pensioni annuali e territorio fertile dove insediarsi. Giustiniano, ormai invecchiato e perso il valore marziale, ormai seguiva la politica di non combattere più i barbari con le armi ma piuttosto stringere alleanza con essi. Informato il senato della propria decisione, l'imperatore Giustiniano offrì in dono agli Avari bende ricamate in oro, vesti di seta e molti altri doni fastosi, inviando inoltre in ambasceria presso loro Valentino con l'ordine di ratificare l'alleanza tra Avari e Romani e indurli a combattere i nemici dell'Impero. Menandro Protettore scrisse che l'alleanza tornava a vantaggio dei Bizantini , in quanto sia che gli Avari rimanessero vincitori o vinti, l'Impero ne avrebbe tratto vantaggio, in quanto i suoi potenziali nemici si combattevano tra loro invece di invadere l'Impero. In pratica, Giustiniano, accettando l'alleanza militare, distolse gli Avari dall'invadere l'Impero.
Dopo che l'ambasciatore ebbe presentato i doni ed esposto gli ordini imperiali, gli Avari cominciarono a combattere gli Utiguri, i Sabiri e altre popolazioni barbariche. Fallite poi le imprese ai capitani degli Anti, oltre ogni loro aspettative, gli Avari invasero il territorio nemico e ne saccheggiarono l'abitato. Allora i saccheggiati inviarono ambasceria ai vincitori, designando ai voti come ambasciatore Mezamero, figlio di Idarizio e fratello di Chelagasto; lo scopo dell'ambasceria era ottenere la liberazione di alcuni dei prigionieri della loro tribù. Mezamero, descritto da Menandro come uomo ampolloso e superbo, giunto al cospetto degli Avari, rivolse loro parole oltremodo aspre e arroganti, suscitando l'ira del Cotragego che consigliò il Chagan di punire l'insolenza dell'ambasciatore giustiziandolo. Gli Avari ripresero poi a condurre i saccheggi sulle terre limitrofe ottenendo da esse bottino e prigionieri.
Nel 562 Giustiniano, accolti gli oratori mandati agli Avari, deliberò di concedere loro di abitare la Pannonia Seconda, abitata un tempo dagli Eruli, ma, essi, ostinati a non abbandonare la Scizia, si opposero a tale decisione. Il duce imperiale spedì poi ambasciatori a Costantinopoli per informare Giustiniano che gli Avari occupavano ormai la maggior parte di quella contrada. Per di più, fattosi amico uno degli ambasciatori di nome Iconimo, aveva scoperto in segreto che i discorsi degli Avari erano in piena contraddizione con le loro reali intenzioni: essi intendevano fingersi alleati dell'Impero fino a quando non avrebbero attraversato il Danubio, ma una volta attraversato il fiume intendevano dichiarare guerra all'Impero invadendolo con tutte le loro truppe a disposizione. Giustino, informato della loro proditoria intenzione, avvisò l'imperatore, esortandolo a trattenere a Costantinopoli gli ambasciatori avari provvedendo inoltre a rinforzare le difese sul Danubio affidandone le difese a Bono comandante dei mercenari e delle truppe domestiche. Gli ambasciatori avari ricevettero i consueti doni e, provvisti di tutto il bisognevole e persino di armi, ed ebbero il permesso di partire. Tuttavia l'imperatore ordinò a Giustino di togliere loro le armi nel rimpatriare e il comandante, sorprendendoli, mise in esecuzione l'ordine ricevuto. Questa fu l'origine delle inimicizie tra Bizantini e Avari, dovuta in realtà a molte cause ma soprattutto dal loro protratto commiato alla loro ambasceria cui Baian aveva ingiunto di fare prontamente ritorno.
Giovanni di Efeso, nella sua Storia Ecclesiastica, critica la generosità e la munificenza dell'imperatore Giustiniano nei confronti degli Avari, ricoprendoli di doni d'oro e argento. Scrisse che con pretesti vari gli Avari inviarono ambascerie, le quali furono ricevute con grande munificenza dall'imperatore, il quale li congedò carichi di doni, immaginando che con questi mezzi avrebbe sottomesso tutti i suoi nemici; e questo continuò fino a che il malcontento contro di lui divenne generale sia presso il popolo che presso il senato; si narra, secondo Giovanni di Efeso, che i malcontenti dicessero che Giustiniano stava rovinando l'intero Impero, ed elargendolo ai Barbari.
Nel 565, spentosi Giustiniano e succedutogli Giustino II, arrivarono ambasciatori avari a Costantinopoli per ricevere i soliti doni (bende in oro, letti e altre fastose manifatture) che ricevevano dall'imperatore Giustiniano. Gli Avari chiesero più generose elargizioni per vivere con maggior sfarzo approfittandone della pusillanimità dei Bizantini: fecero pertanto richiesta di presentarsi al cospetto dell'imperatore e ottennero inoltre un interprete. Giunti al cospetto di Giustino II, lo esortarono ad onorare tutti gli impegni presi dall'imperatore Giustiniano con i Barbari elargendoli di doni e per di più anche aumentare i doni spettanti loro, per renderli alleati dell'Impero. Lo minacciarono, nel caso le loro richieste non fossero state soddisfatte, di devastare le province dell'Impero, contrapponendo tale minaccia con la prospettiva della possibile alleanza con l'Impero. Essi asserirono che, nel caso avessero ricevuto i doni e fosse stata confermata la loro alleanza, essi non solo si sarebbero guardati dal devastare il territorio imperiale, ma avrebbero inoltre impedito agli altri barbari di invadere l'Impero rendendosi così preziosi alleati di Bisanzio. L'imperatore, tuttavia, rispose negativamente alle loro richieste rispondendo loro che egli non avrebbe mai più tollerato la loro arroganza, né avrebbe concesso loro che un minimo delle consuete offerte, e che sarebbe stato pronto a combatterli con le armi, e li congedò. Gli ambasciatori, disperando di poter ottenere qualcosa da Giustino II, abbandonarono Costantinopoli e ritornarono nella loro tribù. Secondo quanto narra Giovanni da Efeso, furono addirittura imprigionati per sei mesi a Calcedonia, e poiché erano in trecento, furono sorvegliati da una forza armata, che comprendeva anche alcune delle guardie del corpo imperiali. Solo dopo sei mesi di prigionia, permise loro di tornare nel loro paese, non prima però di averli minacciati di non osare più mostrarsi al suo cospetto, pena la loro vita. Gli Avari, ammirata la fermezza dell'imperatore, decisero di andare ad attaccare la regione dei Franchi.
Stretta l'alleanza tra gli Avari e i Franchi e conclusa tra loro una pace durevole, Baiano, Khagan degli Avari, fece sapere a Sigeberto I, re dei Franchi, che il suo esercito era carente di vettovaglia e pertanto gli fece esplicita richiesta di non abbandonare un esercito suo alleato e dimorante in territorio franco. Prometteva, in cambio delle provviste, di levare il terzo giorno le tende e di abbandonare il territorio franco; Sigeberto non esitò a rifornire gli Avari di legumi, di pecore e di altri animali.
Nel frattempo, Alboino, re dei Longobardi, intenzionato a distruggere Cunimondo re dei Gepidi e il suo popolo, inviò ambasceria a Baian esortandolo a stringere con lui un'alleanza militare in funzione anti-gepida. Secondo Teofilatto Simocatta, Alboino avrebbe attaccato Cunimondo perché innamorato della figlia di lui, Rosmunda. L'ambasceria longobarda esortò gli Avari a combattere i Gepidi asserendo che in questo modo avrebbero danneggiato l'imperatore Giustino II, reo di averli privati dei consueti doni che gli Avari ricevevano dall'Impero ai tempi di Giustiniano. Inoltre asserirono che, una volta distrutto il regno dei Gepidi, gli Avari avrebbero occupato con il tempo tutta la Scizia, e sarebbe stato quindi loro possibile accumulare sufficientemente potenza da poter aspirare a occupare prima la Tracia e poi Costantinopoli stessa. Baian, nell'accogliere gli ambasciatori longobardi, se ne curò ben poco, intendendo spingerli ad accettare condizioni più vantaggiose per gli Avari nel trattato di alleanza militare. Alla fine accettò la richiesta di alleanza militare con i Longobardi a patto che avesse ottenuto la decima parte dei loro quadrupedi nonché, una volta distrutto il regno dei Gepidi, la metà del bottino e tutto il territorio dei Gepidi in assoluta padronanza.
Quando Cunimondo fu informato dell'alleanza militare tra Avari e Longobardi, sopraffatto da timore, inviò ambasceria a Giustino II richiedendogli appoggio militare e promettendogli in cambio di cedergli Sirmio e tutta la regione circostante il fiume Drava. L'imperatore, tuttavia, fidandosi poco della lealtà di Cunimondo, non gli negò l'implorato soccorso ma preferì temporeggiare e protrarre a lungo i preparativi per la spedizione. Gli rispose che avrebbe raccolto gli eserciti romani dispersi per le varie province che in tutta fretta sarebbero marciati per soccorrerlo. Scrisse una lettera al generale Baduario, ordinandogli di raccogliere le sue truppe in Scizia e in Mesia e di appoggiare Cunimondo (e gli imperiali ottennero da Cunimondo la cessione di Sirmio). In realtà Giustino II decise di rimanere neutrale non inviando rinforzi a nessuna delle due contendenti.
Gli Avari, poiché erano un popolo potente e bellicoso, rapidamente crebbero in potenza e importanza con la conquista e il saccheggio di molte delle tribù nordiche, e alla fine riuscirono a sottomettere la potente popolazione dei Gepidi, prendendo possesso dei loro territori, da cui si diffusero nelle terre prospere che essi avevano occupato in lungo e in largo.
Nel 568, quando Baian chiese la cessione di Sirmio agli Avari, imprigionò l'interprete Vitaliano e Comitan, che gli erano stati inviati dall'imperatore Giustino II per cercare di sistemare alcune discrepanze tra Impero e Avari. Una volta incarcerati, cominciò l'assalto delle mura della città di Sirmio. Alcuni degli abitanti di Sirmio ascesero alla sommità del bagno per spiare il nemico e, affacciatisi alle vedette e scrutando il panorama per scoprire possibili insidie nemiche, videro i nunzi degli Avari inviati nel tentativo di negoziare con gli assediati. Bono, udito dal banditore che gli inviati degli Avari intendevano incontrarsi con lui per negoziare, inviò fuori dalle mura parecchi dei suoi ad ascoltarne le proposte non potendo andarci di persona per il divieto del medico Teodoro di uscire, in quanto ancora convalescente da un colpo subito. Era inopportuno che il nemico sapesse che il comandante della guarnigione assediata fosse in non perfette condizioni fisiche. Ma gli inviati avari, scorgendo altre persone giungere per negoziare la pace, supposero che il generale Bono fosse deceduto e protestarono di non volere discutere con nessuno a parte lui. Teodoro, allora, consentì a Bono di presentarsi fuori le mura a negoziare con i Barbari, dopo averlo medicato con dell'unguento. All'arrivo di Bono, gli inviati avari asserirono che il khagan degli Avari era in guerra con Bisanzio per le molte ingiurie e danni subiti dagli Avari a causa dell'infidia dei Bizantini, i quali si erano impadroniti di Sirmio, città che Baian riteneva spettargli di diritto, e inoltre, gli avevano rapito Usdebado. Bono rispose che i Bizantini non furono i primi ad attaccare ma furono piuttosto gli Avari e che, se anche il rifiuto da parte di Giustino II di interrompere l'invio di doni e tributi agli Avari doveva suonargli offensivo, era motivato dal fatto che Giustino II non intendeva rendere l'Impero tributario dei Barbari e temeva che il Khagan, incoraggiato dal pagamento di tributi e dall'arrivo dei doni, si sarebbe fatto ancora più borioso e trionfo e avrebbe chiesto ancora di più. Concluse il discorso asserendo che, se voleva, poteva inviare inviati a Costantinopoli per negoziare la pace, in quanto essi non erano venuti a colloquio per contravvenire agli ordini ricevuti dall'imperatore. Baian rispose che avrebbe levato l'assedio in cambio di alcuni piccoli doni, e il comandante Bono e il suo seguito, che comprendeva anche il vescovo della città, pur ritenendo ragionevoli le condizioni del khagan, che lungi dal pretendere eccessivi doni, si limitava a richiedere una coppa d'argento e poco oro, non osavano accettare la sua richiesta all'insaputa dell'imperatore. Bono quindi rispose che non potevano accettare la richiesta senza aver ottenuto prima l'assenso dell'imperatore. Baian, allora, minacciò con giuramento che avrebbe inviato l'esercito a saccheggiare le province bizantine. Impose a diecimila Cutriguri a devastare la Dalmazia,  per poi traghettare con tutto il suo esercito il Danubio e ritornare nel territorio una volta gepido.
Sempre nel 568, Baiano inviò un'ambasceria presso l'imperatore inviando Targite con l'interprete Vitaliano a Costantinopoli per richiedere la cessione di Sirmio e la pecunia che Giustiniano era solito versare come tributo ai Cutriguri e agli Utriguri avendo il khagan degli Avari sottomesso entrambe le due popolazioni; richiedeva inoltre la restituzione del prigioniero gepido Usdibado ritenendolo suo diritto a causa della sua vittoria sui Gepidi. Arrivati gli ambasciatori nella Capitale dell'Impero, giunti al cospetto dell'imperatore Giustino II, Tergite riferì all'imperatore le condizioni del khagan degli Avari, giustificandole con il fatto che, avendo Baiano sottomesso Gepidi, Utiguri e Cutriguri riteneva suo diritto tutti i loro possedimenti, e poiché Sirmio apparteneva ai Gepidi, Usdibado era gepido, e poiché Utiguri e Cutriguri ricevevano un tributo da Giustiniano, Baian pretendeva che l'Impero dovesse cedergli Sirmio e il prigioniero Usdibado, nonché versargli il tributo che un tempo l'Impero versava a Utiguri e Cutriguri. L'imperatore Giustino II fu fermo nel rifiutare tutte le condizioni del Khagan, asserendo che se il khagan avesse deciso, per rappresaglia, a invadere la Tracia, i soldati romani, per nulla timorosi, erano pronti ad affrontarlo e anche vincerlo.  Dopo aver congedato l'ambasceria, riprese con una lettera il comandante Bono per avergli inviato a Costantinopoli quei ambasciatori con l'incarico di riferire di tali proposte e lo avvertì di allestire con somma attività e diligenza le macchine da guerra in quanto ben presto sarebbe scoppiata una guerra contro gli Avari. Il generale Bono, ricevute le lettere imperiali, provvedette diligentemente ad ogni faccenda militare.
Tornato di nuovo l'ambasciatore avaro Targite presso Giustino II, lo informò delle condizioni richieste dagli Avari. Il Barbaro richiedeva ai Romani la cessione della fortezza di Sirmio ritenendolo un compenso per aver distrutto il regno dei Gepidi e inoltre un risarcimento per il fatto che gli Unni non avessero ricevuto da qualche anno il tributo che ricevevano dall'imperatore Giustiniano. Intendeva inoltre ottenere la restituzione di Usdibado ritenendolo suo per diritto e per legge di prigionia ma l'imperatore rifiutò queste e altre richieste. Poiché le varie ambascerie non riuscivano ad ottenere risultati, Giustino II accomiatò l'ambasciatore avaro promettendogli che avrebbe inviato Tiberio in ambasceria per appianare e concludere il tutto.
Nel 570 gli Avari, una volta vinto Tiberio, deliberarono inviare ambasceria all'imperatore per concludere una tregua. Tiberio inviò Damiano a concludere gli accordi e la tregua fu stabilita. Mentre però gli Avari ritornavano in patria furono assaliti dagli Scamarii e spogliati dei cavalli, dell'argento e di ogni loro suppellettile. Essi inviarono di conseguenza degli ambasciatori a Tiberio lamentandosi dei ricevuti danni e alla fine ricevettero il maltolto.
Nel 578, durante il quarto anno di regno dell'imperatore Tiberio II Costantino, la Tracia fu devastata insieme a molte altre regioni da un'orda di centomila invasori Slavi. L'imperatore Tiberio II, non avendo truppe sufficienti a fronteggiare l'invasione essendo il grosso delle truppe impegnate sul limes orientale contro la Persia, inviò ambasciatori a Baiano khagan degli Avari con il fine di persuaderlo ad attaccare gli Slavi in modo da distogliere questi ultimi dal devastare le terre imperiali ora che la loro patria erano devastati dagli Avari. Il khagan Baiano rispose positivamente alla richiesta dell'imperatore e, attraversato il Danubio devastò il territorio slavo costringendo gli abitanti a cercare riparo nelle foreste e nelle caverne. Il motivo della scorreria degli Avari in territorio slavo non era tuttavia dovuto alla sola ambasceria dell'imperatore o l'intenzione di Baiano di ricambiare i Bizantini dei favori concessigli dal loro imperatore, ma piuttosto l'inimicizia con quelle popolazioni slave. Quando il capo degli Slavi, di nome Lorenzo, e altri ottimati di tale popolo si recarono al suo cospetto per sottomettersi a lui e accettare di versare un tributo, il loro discorso offese Baiano, che, per sottrarsi da ogni timore che potessero danneggiarlo, intendeva mostrarsi amichevole nei confronti di Tiberio II, anche perché, invadendo il territorio degli Slavi, sperava di impadronirsi del bottino fatto dagli Slavi devastando le province romane.

## Assedio
Stando a quanto narra Giovanni di Efeso, gli Avari costruirono intorno a questo periodo un ponte sul Danubio a opera di operai bizantini che tempo addietro Giustino II aveva inviato al Khagan degli Avari, su sua richiesta, affinché costruissero un palazzo e un bagno per lui. Una volta terminati i lavori, fu impedito loro di fare ritorno nella loro patria, in quanto il Khagan intendeva che costruissero un ponte sul Danubio. Al rifiuto di alcuni degli operai, il Khagan rispose ordinando l'immediata decapitazione di due di essi, che spinse il resto degli operai, inorriditi dalla brutalità dell'esecuzione, a costruire il ponte pur di avere salve le proprie vite. Secondo quanto narra Giovanni di Efeso, questo ponte fu causa di non poco fastidio per l'intero stato bizantino, tanto che l'imperatore Tiberio II, nel corso del 580, tentò di distruggerlo, ma non gli fu possibile farlo, in quanto gli Avari lo avevano occupato e avevano fissato la propria dimora in quel luogo.
Nel 580 il Khagan degli Avari Baiano inviò l'ambasciatore Targite all'imperatore per ricevere il tributo annuale di ottantamila nummi, per poi procedere a rompere gli accordi fatti con Tiberio II, sebbene fosse privo di ogni motivo per farlo né aveva voglia di macchinare una falsa accusa contro i Bizantini per ottenere un pretesto. Muovendo tutto l'esercito pose gli accampamenti tra la fortezza di Sirmio e quella di Singidunum, avendo intenzione di costruire un ponte per attraversare il fiume e insignorirsi, dopo un assedio, di Sirmio. Tuttavia, preso da timore di essere ostacolato nella costruzione del ponte dalla guarnigione bizantina a presidio della città, ben consapevole della loro esperienza nelle questioni fluviali, il Khagan esitò, prima di decidere di agire e trasportare nel Danubio per la Pannonia Superiore molte grossi navi da carico e le fornì di armati e rematori. Volta la prua, arrivarono fino all'isola di Sirmio, e gli abitanti romani delle città limitrofe rimasero atterriti dall'apparizione minacciosa di tale flotta.
Anche il prefetto di Singidunum, tal Seto, fece richiesta al Khagan per giustificare il perché, nonostante fosse in apparenza in pace e in amicizia con i Bizantini, fosse finito da quelle parti e tentasse di costruire un ponte all'insaputa dell'imperatore. Il Khagan rispose che avesse intenzione di costruire un ponte non per rendersi dannoso ai Bizantini ma per condurre il suo esercito contro gli Slavi e che quindi, dopo aver ottenuto dall'imperatore molte navi da trasporto, sarebbe tornato a valicare il Danubio. Nei tempi passati il Khagan, nel corso delle sue scorrerie con gli Slavi, aveva restituito all'Impero molte migliaia di Bizantini fatti prigionieri dagli Slavi. Il prefetto ordinò che fosse accolta l'ambasceria che Baiano intendeva inviare all'imperatore con la richiesta di fornirgli navi necessarie per combattere gli Slavi. Baiano si mostrò pronto a giurare sulle cose più sante per i Romani di non essere niente affatto disposto ad attaccare la fortezza di Sirmio ma che l'unico scopo del ponte era aprirsi un varco nelle terre dei suoi nemici.
Notando la diffidenza di Seto e dei Bizantini della città di Singidunum, il Khagan invocò la testimonianza dei Numi giurando che non avrebbe violato gli accordi e minacciando i Romani che, se i suoi operai fossero stati attaccati dai Bizantini nel corso della costruzione del ponte, avrebbe ritenuto violati i patti in seguito all'aggressione romana e invaso l'Impero. I Bizantini di Singidunum, intimoriti dalla minaccia, costrinsero Baiano al giuramento, che fu fatto con rito avaro: il Khagan sguainò la spada e la alzò in alto lanciando su di sé e sul suo popolo maledizioni nel caso, costruendo il ponte, macchinasse nuocere ai Romani e che, nel caso stesse mentendo, che la rovina precipitasse su di lui e su tutto il suo popolo. In seguito giurò anche sulla Bibbia e sui Vangeli la stessa cosa. Seto allora accolse gli ambasciatori avari e li inviò a Tiberio II a Costantinopoli. Mentre gli ambasciatori erano in viaggio, il khagan degli Avari, invece di tralasciare il lavoro, continuò la costrizione del ponte con il proposito di terminare i lavori prima che ne arrivasse notizia all'imperatore, in modo da evitare che poi egli ne impedisse la realizzazione.
Nel frattempo, gli ambasciatori avari, giunti al cospetto dell'imperatore, gli riferirono che il Khagan aveva intenzione di erigere un ponte sul fiume Sava con il pretesto di attaccare gli Slavi e richiedeva dall'imperatore navi occorrenti al Khagan e all'esercito avaro per attraversare il Danubio e attaccare gli Slavi. L'imperatore intuì che il Khagan aveva intenzione di espugnare Sirmio e intendeva in realtà costruire il ponte per impedire agli abitanti di ricevere provviste tramite il blocco alla città in modo per costringere la fortezza alla resa per fame. Sirmio era carente di provviste sufficienti per resistere a lungo all'assedio, anche perché l'imperatore, fidandosi della buona fede degli Avari da tempo in pace con lui, e non avendo previsto che l'avrebbero assediata, aveva trascurato di introdurvi provviste sufficienti a una lunga resistenza e non solo la città era carente di truppe bastevoli a fronteggiare il nemico ma ne era addirittura spoglia trovandosi tutti gli eserciti imperiali nell'Armenia e nella Mesopotamia a fronteggiare i Persiani. L'imperatore Tiberio II, tuttavia, finse di non aver intuito il piano del Khagan, e asserì agli ambasciatori avari di volere anche lui guerreggiare gli Slavi rei di rapine e di devastazioni in molte province bizantine, ma fece anche notare che gli Avari non avrebbero avuto opportunità di combatterli in quanto l'esercito turco accampato nei pressi di Cherson avrebbe impedito loro di attraversare il Danubio, per cui era preferibile inviare a un momento più propizio l'impresa. L'ambasciatore avaro finse di rimanere persuaso e promise di adoperarsi per persuadere il suo Khagan a rinviare ad altro tempo quella guerra. Quello stesso individuo che aveva indotto il Khagan a guerreggiare i Romani ora partiva da Costantinopoli placato da grandissimi doni, ma nel corso della traversata per l'Illirico, fu assalito da incursori Slavi, che stavano devastando quelle province alla ricerca di bottino, e ucciso.
Quando il ponte fu preparato, gli Avari violarono il giuramento e posero l'assedio a Sirmio. Poco tempo dopo, quando l'assedio di Sirmio era ormai in corso, arrivò al cospetto dell'imperatore un altro ambasciatore avaro di nome Solaco il quale, con tono arrogante, asserì che a causa della costruzione del ponte ora i Bizantini erano impossibilitati a introdurre per mezzo del fiume provviste o altro a sollievo degli assediati. Asserì che ai Bizantini non restava che spedire truppe in grande abbondanza per respingere l'esercito avaro intento all'assedio e abbattere il ponte, ma lo sconsigliò dal farlo perché sarebbero andati incontro al fallimento. Consigliò dunque l'imperatore di deporre ogni intenzione di combattere gli Avari e Baiano per il possesso di una città per niente celebre, ma piuttosto consegnare Sirmio al Khagan: costui in cambio avrebbe permesso al presidio e agli abitanti di uscire dalla città sani e salvi con ogni loro suppellettile rimovibile. In questo modo gli Avari, che temevano che i Bizantini, non appena terminata la guerra contro i Persiani, li avrebbero assaliti con tutte le forze, avrebbero ottenuto con la presa di Sirmio una barriera da opporre efficacemente all'Impero. Accusò poi l'imperatore di aver rinforzato le mura della città anche dopo la conclusione della pace con gli Avari. Asserì che il Khagan aveva sì ricevuto dall'imperatore ogni anno un tributo e dei doni opulenti, ma rammentò anche che in Bizantini in passato avevano prima riempito le popolazioni limitrofe di doni e poi le avevano sottomesse. Affermò poi che il Khagan non avrebbe ascoltato nessuna offerta tendente a distoglierlo dall'impresa e che non avrebbe avuto quiete finché non avesse occupato Sirmio e trapiantato di abitatori e coloni l'intera isola. Affermò poi che il Khagan rivendicava a ragione il possesso di Sirmio essendo stata quella città sotto il possesso dei Gepidi, le cui sostanze e le città ora spettavano agli Avari che li avevano sottomessi. L'imperatore rispose all'ambasciatore rammentando che il Khagan aveva violato i giuramenti fatti sulla Bibbia e sui Vangeli che non avrebbe assediato Sirmio, e dunque era stato lui ad essere spergiuro e violatore; asserì di non essere per niente disposto a cedere di sua volontà Sirmio e di augurarsi che, nel caso il Khagan fosse riuscito ad espugnarla, la vendetta divina lo avrebbe punito per il suo spergiuro.
Accomiatata l'ambasceria, l'imperatore si accinse a soccorrere con ogni mezzo la città; essendo essa sprovvista di truppe, l'imperatore ordinò a prefetti, generali e comandanti di reggimenti dell'Illirico e della Dalmazia di provvedere di guarnire Sirmio di un presidio e di cercare con ogni mezzo di conservarla.
Teogni, arrivato nelle isole Casia e Carbonaria, ascoltò i discorsi fattigli per indurlo a trattare la pace. Il Khagan si sedette sulla cattedra loro sotto un tessuto adorno di gemme disposto per lui a foggia di tenda. Il Khagan era protetto da uno scudo per proteggersi da un eventuale attacco proditorio dei soldati romani, i quali non distavano molto distante dal luogo dove il barbaro ricevette gli ambasciatori e che avrebbero potuto approfittarne attaccandolo a suon di dardi. I turcimanni unnici propagarono a chiara voce che il Khagan aveva dato la parola per una tregua, poi Baiano stesso esortò i cittadini di Sirmio ad arrendersi di loro spontanea volontà, non potendo più sperare in alcun soccorso né potendo impedire la resa della fortezza una volta finite le provviste. Gli Avari esercitavano un blocco stretto della città impedendo l'introduzione dentro le sue mura del frumento in modo da costringerla alla resa per fame. Il Khagan addusse poi come verosimile pretesto per la sua intenzione di conquistare Sirmio il fatto che intendeva togliere ai loro fuggitivi un possibile luogo di asilo. Teogni rispose rifiutandosi di stringere pace e annunciando il Khagan che il giorno successivo avrebbe dovuto affrontare in battaglia il suo esercito. Passarono tre giorni in cui Bizantini e Avari rimasero in attesa della battaglia ma non comparve nessun esercito romano, di gran lunga i più deboli, nel tentativo di forzare il mal difeso ponte che conduce in Dalmazia. Apsico e i suoi guerrieri, lasciati a sorvegliarlo, mostrando pochissimo timore dei nemici, volsero all'altro ponte, per rinforzare le truppe di Baiano.
Secondo quanto narra Giovanni di Efeso, l'imperatore Tiberio II, per niente disposto a cedere la città, inviò segretamente un'ambasceria ai Longobardi, e ad altre tribù, nella speranza di assumerli e spingerli ad aggredire gli Avari da dietro. Per non permettere agli Avari di conoscere i suoi piani, decise di inviare presso loro lo spatario Narsete, per conferire con loro e guadagnare tempo. Lo fornì di molto oro, e gli diede ordini segreti di marciare molto lentamente; nel caso fossero arrivati i Longobardi, avrebbe dovuto mettersi alla loro testa, assalire gli Avari e, se possibile, annientarli; inviò inoltre agli Avari un messaggio che annunciava l'arrivo di Narsete per conferire con loro e concludere una pace. Narsete partì pertanto dalla Capitale con grande pompa, portando con sé un considerevole esercito, e un'immensa quantità di oro e di vestiti; per trasportarli, caricò diverse navi con articoli di ogni sorta, e si imbarcò nel suo viaggio lungo il mare del Ponto; ma uno dei vascelli, trasportante la maggior parte dell'oro e degli oggetti di valore, affondò il primo giorno di viaggio, e Narsete fu tanto addolorato da tale perdita che si ammalò e perì. In conseguenza della triste fine di Narsete e del mancato arrivo dei Longobardi, su cui Tiberio II contava come diversivo in suo favore, l'imperatore fu costretto a inviare presso gli Avari un altro ambasciatore nella persona del prefetto delle guardie pretoriane, tal Callistro, per negoziare la resa della città.
Era il 582 e i rinchiusi dentro Sirmio, oppressi dalla fame, si nutrivano di cibi nefandi ed erano manchevoli delle cose più necessarie. Il nemico, infatti, con il ponte, aveva impedito alla città di ricevere provviste tramite il fiume Sava. Il comandante del presidio, Salomone, come se non bastasse, si dimostrò un amministratore poco diligente e inesperto nell'arte militare. Teogni infine scarseggiava di soldati. Quando di tutto ciò ne fu fatto informato l'imperatore, Tiberio II decise di negoziare la resa della città, non essendo rimasta speranza di mantenerla. Ordinò per iscritto al comandante del presidio di accettare la capitolazione a condizione che fosse permesso a tutti gli assediati lasciare la città sani e salvi e con il permesso di trasportare provviste e i loro vestiti. Accolta la proposta, fu posta fine alla guerra con le seguenti condizioni: i Bizantini avrebbero ceduto agli Avari Sirmio; il Khagan avrebbe ricevuto il pieno risarcimento del tributo in oro mancatogli da tre anni e che i Bizantini gli versavano per evitare guerre, ed esso ammontava a 80 000 aurei nummi all'anno; inoltre richiese a Teogni la restituzione di un soldato avaro accusato di adulterio con la moglie del Khagan e che si era rifugiato presso i Bizantini. Teogni rispose su quest'ultima condizione che era difficile cercare in un Impero così vasto come l'Impero romano d'Oriente un esule errante.

## Conseguenze
Giovanni di Efeso riferisce della compassione mostrata dagli Avari nei confronti della popolazione della città, ridotti a condizioni pietose dalla fame; narra che, una volta entrati in città, mossi a compassione dallo stato pietoso della popolazione, la sfamò con pane e vino; ma, poiché la fame si era protratta per gli oltre due anni di assedio, la popolazione mangiò tanto avidamente il cibo che molti svennero perendo improvvisamente. Sempre il suddetto storico riferisce che i sopravvissuti dovettero abbandonare la città mentre i Barbari ne presero possesso. Un anno dopo la presa di Sirmio, tuttavia scoppiò un incendio che distrusse la città, stando alla testimonianza di Giovanni di Efeso.